# William Paulding junior

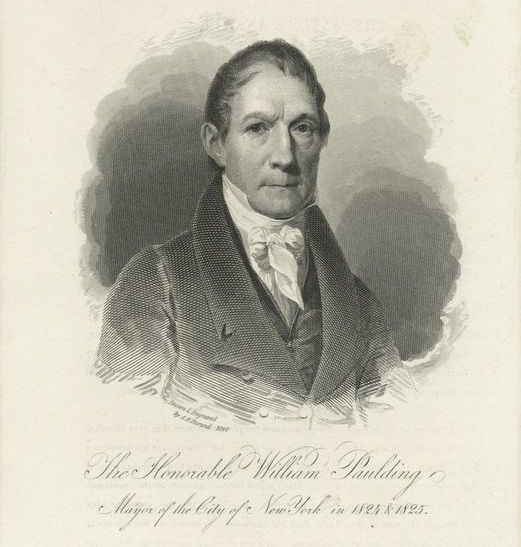
William Paulding junior

William Paulding junior (* 7. März 1770 in Philipsburgh (heute Tarrytown), Provinz New York; † 11. Februar 1854 ebenda) war ein US-amerikanischer Jurist, Politiker und Offizier. Zwischen 1811 und 1813 vertrat er den Bundesstaat New York im US-Repräsentantenhaus.

## Werdegang
William Paulding junior wurde ungefähr fünf Jahre vor dem Ausbruch des Unabhängigkeitskrieges in Philipsburgh geboren und wuchs dort auf. Er besuchte die öffentlichen Schulen seiner Heimat und studierte danach Jura. Nach dem Erhalt seiner Zulassung als Anwalt begann er in New York City zu praktizieren. Politisch gehörte er der von Thomas Jefferson gegründeten Demokratisch-Republikanischen Partei an. Bei den Kongresswahlen des Jahres 1810 wurde Paulding im zweiten Wahlbezirk von New York in das US-Repräsentantenhaus in Washington, D.C. gewählt, wo er am 4. März 1811 die Nachfolge von Gurdon S. Mumford antrat. Da er im Jahr 1812 auf eine erneute Kandidatur verzichtete, schied er nach dem 3. März 1813 aus dem Kongress aus. Während des Krieges von 1812 diente er als Brigadegeneral in der Miliz von New York. Dann nahm er 1821 als Delegierter an der verfassunggebenden Versammlung von New York teil. Er bekleidete den Posten des Generaladjutants von New York. In den Jahren 1825 und 1826 war er Bürgermeister von New York City. Er verstarb am 11. Februar 1854 in Tarrytown und wurde dann auf dem Old Dutch Burying Ground an der Sleepy Hollow beigesetzt. Sein Cousin war John Paulding, der zu den Männern gehörte, die Major John André gefangen nahmen.

## Ehrungen
Die Paulding Avenue in Morris Park von The Bronx wurde nach ihm zu Ehren benannt.